# Mystacides fennica
Mystacides fennica är en nattsländeart som beskrevs av Friedrich Anton Kolenati 1858. Mystacides fennica ingår i släktet Mystacides och familjen långhornssländor. Inga underarter finns listade i Catalogue of Life.